# Thomasettia seychellana
Genre
Espèce
Statut de conservation UICN

 EX  : Éteint
Thomasettia seychellana, unique représentant du genre Thomasettia, est une espèce d'araignées aranéomorphes de la famille des Sparassidae.

## Distribution
Cette espèce est endémique des Seychelles. Elle n'a plus été observée depuis 1908, pour l'UICN, elle serait éteinte.

## Description
Le mâle holotype mesure 14 mm et la femelle 15 mm.

## Étymologie
Son nom d'espèce lui a été donné en référence au lieu de sa découverte, les Seychelles.

## Publication originale
- Hirst, 1911 : No XVIII. The Araneae, Opiliones and Pseudoscorpiones. Percy Sladen Trust Expedition to the Indian Ocean in 1905 under the leadership of Mr. J. Stanley Gardiner. Transactions of the Linnean Society of London Zoology, sér. 2, vol. 14, p. 379-395 (texte intégral).